# Hudson Bend
Hudson Bend est une census-designated place située dans le comté de Travis, dans l’État du Texas, aux États-Unis. Sa population s’élevait à 2 981 habitants lors du recensement de 2010.